# Henry López Báez
Henry Ariel López Báez (Montevideo, 3 luglio 1967) è un ex calciatore uruguaiano, di ruolo centrocampista.